# Хеледжу
Хеледжу (рум. Helegiu) — село у повіті Бакеу в Румунії. Входить до складу комуни Хеледжу.
Село розташоване на відстані 219 км на північ від Бухареста, 27 км на південний захід від Бакеу, 109 км на південний захід від Ясс, 144 км на північний захід від Галаца, 117 км на північний схід від Брашова.

## Населення
За даними перепису населення 2002 року у селі проживали 1112 осіб, усі — румуни. Усі жителі села рідною мовою назвали румунську.